# كلوديا قاولد
كلوديا قاولد (بالإنجليزية: Claudia Gould)‏ هي أمينة متحف أمريكية، ولدت في 1956 في كونيتيكت في الولايات المتحدة.